# Parryella
Parryella es un género monotípico de plantas con flores  perteneciente a la familia Fabaceae. Su única especie: Parryella filifolia es originaria de Estados Unidos.

## Taxonomía
Parryella filifolia fue descrita por Asa Gray y publicado en Proceedings of the American Academy of Arts and Sciences 7: 397. 1868.